# Цыганов, Георгий Ефимович
Георгий Ефимович Цыганов (13.03.1919 — 13.04.1999) — участник Великой Отечественной войны, электромонтёр Томского эксплуатационно-технического узла связи Министерства связи СССР. Герой Социалистического Труда (18.01.1958).

## Биография
Родился 13 марта 1919 года в селе Елгай Томского уезда Томской губернии, ныне в составе Кожевниковского района Томской области. Из семьи крестьянина. Русский.
Окончил семилетнюю сельскую школу, после её окончания работал в этой же школе учителем русского языка и литературы. Затем переехал в Томск, где в 1939 году окончил школу фабрично-заводского ученичества связи по специальности «линейный монтёр телефонной связи». Работал по специальности в Новосибирске.
В октябре 1939 года призван на срочную службу в Красную армию Колыванским районным военкоматом Новосибирской области. Служил на Дальнем Востоке.
Участвовал в Великой Отечественной войне с 10 ноября 1941 года на Западном фронте. Воевал наводчиком зенитного орудия в 112-м отдельном зенитном дивизионе 112-й танковой дивизии 50-й армии Западного фронта. Участник битвы за Москву, сражался на Тульском направлении, где уже до нового 1942 года сбил свой первый вражеский самолёт. За это младший сержант Г. Е. Цыганов удостоен своей первой награды – медали «За отвагу». В 1943 году вступил в ВКП(б)/КПСС.
С 1943 года дальнейший боевой путь прошёл наводчиком зенитного орудия в 718-м зенитном артиллерийском полку 14-й зенитной дивизии РГК 48-й армии на 2-м Прибалтийском и Ленинградском фронтах. Проявил исключительное мужество в Прибалтийсской стратегической наступательной операции, когда при отражении немецких контратак на рижском направлении 2-27 сентября 1944 года зенитчики приняли бой как наземные артиллеристы. Там огнём прямой наводкой уничтожил 1 немецкое орудие с расчётом, 2 пулемётные точки, до 30 солдат, а также своим точным огнём способствовал стрелковым подразделениям при форсировании реки Мейкупе и захвату плацдарма. Наградой стал орден Красной Звезды.
За войну расчёт орудия Г. Е. Цыганова сбил 16 немецких самолётов.
В 1946 году старший сержант Г. Е. Цыганов был демобилизован. С 1946 года жил в родном селе Елгай, работал в местном колхозе. В 1949 году переехал в село Зоркальцево Томского района и с этого года свыше 25 лет трудился линейным монтёром междугородной линии связи Томского эксплуатационно-технического узла связи (ЭТУС). В его обслуживание был передан старый изношенный участок линии связи свыше 30 километров, проходящий по таёжной местности. На протяжении первых двух лет самостоятельно произвёл его капитальный ремонт, а затем поддерживал в идеальном состоянии. Всегда тщательно выполнял профилактические работы, значительно опережая личные планы. Примеру передового связиста последовали другие монтёры, и предприятие получило двойной выигрыш: повысилась производительность труда, понизилась стоимость продукции. У тех, кто по примеру Цыганова взял на себя обязательство содержать в отличном состоянии участки без помощи ремонтных бригад, не было ни одного случая аварии. Подготовил на линии 40 молодых рабочих.
За выдающиеся успехи в выполнении и перевыполнении планов 1973 года и принятых социалистических обязательств Указом Президиума Верховного Совета СССР от 16 января 1974 года Цыганову Георгию Ефимовичу присвоено звание Героя Социалистического Труда с вручением ордена Ленина и золотой медалью «Серп и Молот».
В конце 1970-х годов по состоянию здоровья перешёл на более лёгкую работу линейного связиста в селе Елбай, а затем – лесником в Тимирязевское лесничество Томского района. С 1979 года – на пенсии.
Основатель трудовой династии – оба сына окончили Новосибирский институт инженеров связи, трудились на предприятиях отрасли и стали руководителями крупных предприятий связи.
Скончался 14 апреля 1999 года. Похоронен в селе Зоркальцево.

## Награды
- Золотая медаль «Серп и Молот» (16.01.1974)
- Орден Ленина (04.05.1971)
- Орден Ленина (16.01.1974)
- Орден Отечественной войны II степени (11.03.1985)[3]

- Орден Красной Звезды (15.10.1944)[4]
- Медаль «За отвагу»  (15.10.1944)[2]
- Медаль «За оборону Москвы» (22.03.1945)[5]
- Медаль «В ознаменование 100-летия со дня рождения Владимира Ильича Ленина» (6 апреля 1970)
- Медаль «За победу над Германией в Великой Отечественной войне 1941—1945 гг.» (9 мая 1945[6])[7]
- Медаль «За доблестный труд»
- Юбилейная медаль «Двадцать лет Победы в Великой Отечественной войне 1941—1945 гг.» (7 мая 1965[8])
- Юбилейная медаль «Тридцать лет Победы в Великой Отечественной войне 1941—1945 гг.»[9]
- Медаль «Сорок лет Победы в Великой Отечественной войне 1941-1945 гг.»[10]
- Медаль Жукова (1994)
- Юбилейная медаль «50 лет Победы в Великой Отечественной войне 1941—1945 гг.»[11]
- Медаль «Ветеран труда»
- Юбилейная медаль «50 лет Вооружённых Сил СССР» (26 декабря 1967[12])
- Юбилейная медаль «60 лет Вооружённых Сил СССР» (28 января 1978[13])
- Юбилейная медаль «70 лет Вооружённых Сил СССР» (28 января 1988[14])
- Знак «Гвардия»
- Знак МО СССР «25 лет Победы в Великой Отечественной войне» (24 апреля 1970)

## Память
- На могиле установлен надгробный памятник.
- Его имя увековечено в Главном Храме Вооружённых сил России, и навсегда запечатлено на мемориале «Дорога памяти»